# Piazzola sul Brenta
Piazzola sul Brenta − miejscowość i gmina we Włoszech, w regionie Wenecja Euganejska, na północy prowincji Padwa położona wzdłuż rzeki Brenta

## Historia
Do 1268 roku obszar należał do miasta Vicenza i w jego centrum wznosił się zamek należący do rodziny Dente, której historia związana jest z walkami o dominium nad Padwą, następnie rodziny Belludi, i Da Carrara. Jeden z książąt tej rodziny, Jacopo, pozostawił wszystkie dobra Piazzoli w spadku córce Marii, która w 1413 roku poślubiła Nicolò Contarini, szlachcica weneckiego. W ten sposób pojawia się po raz pierwszy imię, które następnie nadane zostanie miejscowości.
Ślad starożytnego zamku dostrzec można na zewnętrznej stronie podstawy, na której obecnie wznosi się środkowa część miejscowości. Ta podstawa nawiązuje być może do wcześniejszej konstrukcji która z kolei może mieć związek z zamkiem.
Znacząca była również obecność rodziny Camerini, w drugiej połowie XIX wieku, która przywróciła zniszczoną miejscowość do dawnej świetności. Rodzina przyczyniła się też w dużym stopniu do industrializacji i wyglądu miejscowości, dzięki niej wybudowane zostały fabryki i domy dla robotników w nich pracujących. Zmienił się radykalnie charakter miejscowości, której czysto rolne obszary w latach dwudziestych przekształciły się w jedne z najbardziej uprzemysłowionych w regionie Veneto.